# Галерия NT-Art
Галерия NT-Art е художествена галерия, основана от Анатолий Димчук на 20 декември 2007 г. в Одеса, Украйна. Галерията е базирана на колекция от повече от 3 000 произведения на живописта, графиката, скулптурата, снимки и инсталации на украински автори от 50-те години на XX век до днес. 
Особеността на колекцията е нейната гъвкавост и наличието на „колекции в колекциите“.

## Колекции

### Юрий Йегоров
Най-голямата колекция от се състои от произведения на Юрий Йегоров, един от най-известните украински художници от втората половина на ХХ век, класик на Одеската школа по живопис. Занимава се със стативна и монументална живопис, графика, а също така създава гоблени, керамика, витражи, мозайки.

### Одески нонконформисти
Една от най-пълните колекции е тази с произведения на Одеските нонконформисти (О. Ануфриев, В. Стрелников, В. Басанец, В. Маринюк, Л. Ястреб, В. Наумец, В. Хрушч, С. Сичев, О. Волошин, Е. Рахманин, Р. Макоев, О. Стовбур, В. Цюпко, С. Савченко, В. Сад), които през 70-те години на миналия век първи в Украйна проправят пътя на неофициалното (ъндърграунд) изкуство, свободно от идеологически натиск и ангажирана естетика. Селекцията се състои от колекциите на Ф. Кохрихт, В. Асриев, М. Кнобел и произведения, закупени директно от художниците. Колекциите включват както произведения от 60-те до 80-те години на ХХ век, излагани на „квартирни“ изложби, така и по-късни произведения на гореспоменатите автори.

### Южноруска традиция
Колекцията включва импресионистични платна на съвременни наследници на „южноруските“ традиции: класиците В. Литвиненко, А. Гавдзински, К. Ломикин, М. Шелуто и новото поколение С. Лозовски, П. Нагуляк, О. Котовой).

## Закарпатска школа по живопис
Колекцията включва произведения на автори от Закарпатската школа по живопис (Й. Бокшай, А. Ердели, А. Коцка, 3. Шолтес, А. Борецки, Е. Контратович) и Лвовската школа (Р. Селски, К. Звирински, З. Флинт). Произведенията съчетават съветския социалистически реализъм и одеския концептуализъм.

### Съвременно изкуство
Тази колекция представя модерното украинско изкуство от 90-те години на XX век до днес. Изложени са произведения на следните художници: В. Рябченко, О. Хнилицки, А. Савадов, В. Цаголов, И. Хусев, И. Чичкан, О. Ройтбурд, М. Мамсиков, О. Тистол, В. Кожухар, Ю. Соломко, М. Маценко, Л. Подервянски, Л. Трубина, С. Зарва, А. Волокитин, Ж. Кадирова и други.

## Дейност
Галерията няма официален статут на музей, но според експерти, колекцията е на музейно ниво. Творби от колекцията са публикувани в известни специализирани издания като „Модернисти на Одеса“, „Изкуство на украинските 60-те години“, „Ориентация към местността“, „Модерно украинско изкуство. Портрети на художници“. Произведения от колекцията редовно се предоставят за изложби – в Националния художествен музей на Украйна, Музея на одеското модерно изкуство, Националния художествен музеен комплекс „Художествен арсенал“.
Сред проектите, реализирани от галерията са мащабни групови изложби, събиращи над 40 украински художници, като RESTART ODESSA, RESTART KYIV, Star Wars, Save the President и „Одеска школа. Традиции и модерност“ в Донецк, Киев, Днипро. В допълнение към изложбите в галерията се провеждат поетични четения, концерти, представяния на книги и лекции.

## Връзки
- Официален уебсайт
- Facebook страница
- Instagram страница

|  | Тази страница частично или изцяло представлява превод на страницата „Галерея NT-Art“ в Уикипедия на украински. Оригиналният текст, както и този превод, са защитени от Лиценза „Криейтив Комънс – Признание – Споделяне на споделеното“, а за съдържание, създадено преди юни 2009 година – от Лиценза за свободна документация на ГНУ. Прегледайте историята на редакциите на оригиналната страница, както и на преводната страница, за да видите списъка на съавторите. ВАЖНО: Този шаблон се отнася единствено до авторските права върху съдържанието на статията. Добавянето му не отменя изискването да се посочват конкретни източници на твърденията, които да бъдат благонадеждни. |